# Brahim Djerradi
Brahim Djerradi (en arabe : براهيم جرادي) est un footballeur algérien né le 2 mars 1976 à Hussein Dey dans la wilaya d'Alger. Il évoluait au poste de défenseur central.

## Biographie
Il évolue en première division algérienne avec les clubs, du NA Hussein Dey et du RC Kouba. Il dispute 97 matchs en inscrivant deux buts en Ligue 1.

## Palmarès
RC Kouba
- Championnat d'Algérie D2 (1) :
  - Champion : 2000-01 (Gr. Centre-Ouest).